# Bostrychus
Bostrychus – rodzaj ryb z rodziny eleotrowatych.

## Klasyfikacja
Gatunki zaliczane do tego rodzaju:
- Bostrychus africanus
- Bostrychus aruensis
- Bostrychus microphthalmus
- Bostrychus scalaris
- Bostrychus sinensis
- Bostrychus strigogenys
- Bostrychus zonatus

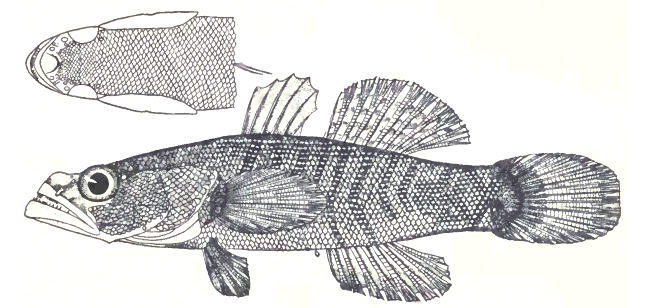
Bostrychus expatria

## Inne gatunki
W FishBase występują dodatkowo gatunki:
- Bostrychus albooculata
- Bostrychus expatria